# Bythocytheridae
Bythocytheridae é uma família de ostracodes pertencentes à ordem Podocopida.

## Géneros
Géneros (lista incompleta):
- Abyssobythere Ayress & Whatley, 1989
- Acvocaria Gramm, 1975
- Antarcticythere Neale, 1967